# Île aux Épis
L'île aux Épis (en allemand, Sporen Insel) est une île française située à l'est de Strasbourg, en face de la ville allemande de Kehl. Elle est délimitée par le Rhin à l'est et par les bassins des remparts, Vauban et René Graff à l'ouest.

## Situation
Cette île est caractérisée sur son côté oriental par un grand nombre d'ouvrages submergés, les épis, perpendiculaires au cours du fleuve et dont le rôle est de ralentir son débit. Ces épis ont été réalisés tout le long du Rhin depuis Bâle au XIXe siècle, ce qui a permis de rouvrir le fleuve à la navigation, alors qu'elle était devenue quasi impossible au-delà de Cologne à la suite de la canalisation du fleuve et de l'augmentation induite de son débit. Ces ouvrages ont donné son nom à l'île.
L'Île aux Épis est traversée d'est en ouest par l'extrémité orientale de la RN4, qui franchit le Rhin par le pont de l'Europe, et par la voie de chemin de fer reliant la France et l'Allemagne.

## Histoire
À la fin du XVIIIe siècle, sous l'Ancien Régime, l'île aux Épis est en quelque sorte une zone limitrophe neutre : c'est sur l'île aux Épis que le 7 mai 1770 Marie-Antoinette est le sujet du rite de « remise de l'épouse ». Elle quitte le Saint-Empire en y laissant tous ses biens, même ses vêtements, y compris les rubans pour les cheveux, et est habillée entièrement « à la française », pour entrer dans son nouveau royaume. Cette cérémonie se passe dans un bâtiment en bois construit spécialement pour l'occasion, et dont les issues sont situées de telle manière que la jeune femme puisse entrer depuis le côté autrichien et sortir du côté français.

## Urbanisme

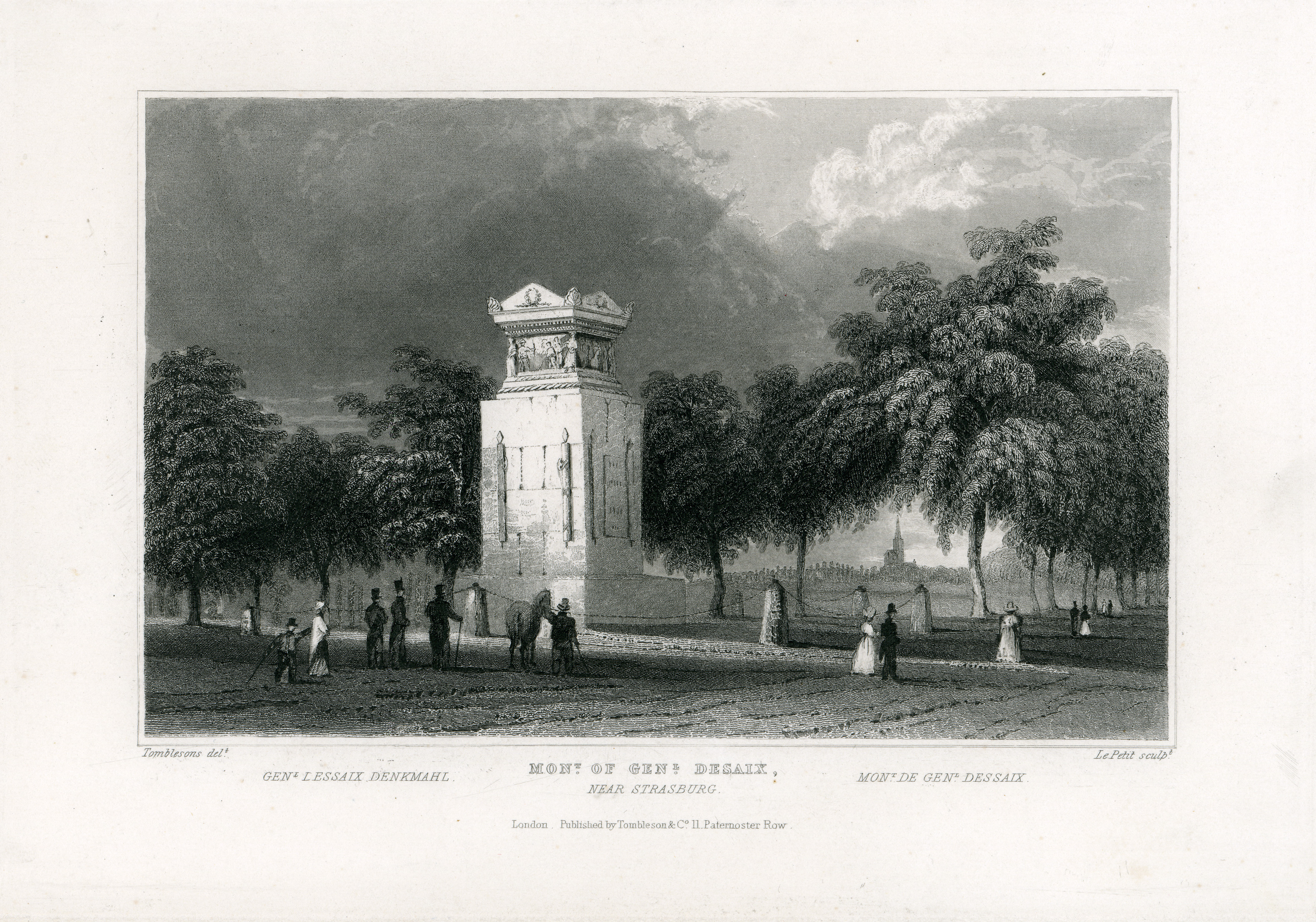
Cénotaphe du général Desaix érigé sur l'Île des Épis en 1802

La moitié nord de l'île est caractérisée par deux longs bassins autour desquels s'articule un vaste complexe industrialo-portuaire et les voies de chemin de fer correspondantes ; on y trouve notamment des activités de stockage, une malterie, une aciérie, une cimenterie; un portique permet le trafic de péniches porte-conteneurs de quatre étages. 
La moitié sud est divisée en deux parties : sa partie ouest est occupée par des industries ; sa partie est est occupée par de l'habitat (essentiellement social) et par le récent Jardin des deux rives, prolongé par une zone naturelle protégée et des jardins familiaux.

En son centre se trouve un vaste terrain nommé Desaix, occupé par l'armée jusqu'en 2002 notamment pour des exercices de tir. Ce site fait aujourd'hui l'objet d'un projet d'urbanisme.
Enfin, l'île était traversée du nord au sud par un ancien bras du Rhin (le Petit Rhin) qui fut comblé au cours des deux premiers tiers du XXe siècle, notamment par des déchets ménagers, ce qui en fait aujourd'hui une vaste zone polluée, compliquant notamment la reconversion future de cette île.

## Projets
L'île fait actuellement l'objet d'un projet de diversification de son activité :
- les friches industrielles du bassin Vauban vont être reconverties en vue d'accueillir des activités tertiaire et le transbordement des passagers des bateaux de tourisme rhénan ;
- à plus long terme autour du Pont de l'Europe un quartier HQE va être construit, proposant des activités résidentielles et tertiaires.